# Ryan (Oklahoma)
Ryan è un comune (town) degli Stati Uniti d'America della contea di Jefferson nello Stato dell'Oklahoma. La popolazione era di 816 abitanti al censimento del 2010.

## Geografia fisica
Ryan è situata a 34°01′18″N 97°57′15″W (34.021679, -97.954300).
Secondo lo United States Census Bureau, ha un'area totale di 0,9 mi² (2,33 km²).
La comunità incorporata di Ryan si trova nella parte sud-occidentale della contea di Jefferson e si trova circa due miglia a nord del Red River all'incrocio tra l'U.S. Route 81 e la State Highway 32. La città si trova 11 miglia a sud di Waurika e 115 miglia a sud da sud-ovest da Oklahoma City.

## Storia
La città prende questo nome in onore del rancher Stephen W. Ryan, un nativo dell'Arkansas che si stabilì vicino alla presente Ryan nel 1875.
Come risultato del suo matrimonio con una donna della tribù dei Chickasaw, Ryan acquisì vasti terreni nell'attuale contea di Jefferson, poi una parte della contea di Pickens, Nazione Chickasaw, Territorio indiano. Quando la Chicago, Rock Island and Pacific Railroad costruì una stazione sulla terra di Ryan nel 1892, pianificò il sito della città e gli diede questo nome. Nel giugno 1890, fu creato un ufficio postale in questa località, e la sua casa, costruita intorno al 1877, fu la prima abitazione della comunità.
I delegati presenti alla convenzione costituzionale del 1906 scelsero Ryan come capoluogo della contea di Jefferson. La città perse questa distinzione nel febbraio 1912 quando gli elettori della contea scelsero Waurika come capoluogo della contea. Ryan si sviluppò come comunità agricola e di ranch. I rancher locali allevavano bovini e maiali e gli agricoltori producevano cotone, mais e grano. L'industria della frutta era un'impresa prosperosa, con pere, pesche, mele, prugne e fragole che erano coltivate in abbondanza.
Un incendio distrusse quasi tutta Ryan nel dicembre del 1895. Gli abitanti ricostruirono la città e nel 1908 la comunità possedeva 30 aziende, tra cui due banche, un hotel, una sgranatrice di cotone, due depositi di legname, un mulino di cereali e un mulino ad olio di cotone. Nel 1930, gli abitanti godevano di un miglio di strade asfaltate, due scuole, trecento collegamenti telefonici e una linea di autobus.
Nel 1907, Ryan possedeva 1 115 abitanti. La popolazione della città raggiunse i 1,379 abitanti nel 1920 e poi scese. I censimenti del 1940 e del 1950 riportarono rispettivamente una popolazione di 1,115 e 1,019 abitanti. La popolazione scese a 978 abitanti nel 1960. Nel 1980, la città possedeva 1,083 abitanti, e scese a 894 abitanti nel 2000.
Mentre Ryan entrò nel XXI secolo, quattro chiese protestanti e una chiesa cattolica, e due scuole elementari e secondarie erano a disposizione del pubblico. Le scuole pubbliche di Ryan e la Ryan Nursing Home erano i principali datori di lavoro della città. Il settimanale Ryan Leader, l'unico giornale della comunità nel 2003, nacque come Ryan Record nel 1894.

## Società

### Evoluzione demografica
Secondo il censimento del 2010, la popolazione era di 816 abitanti.

### Etnie e minoranze straniere
Secondo il censimento del 2010, la composizione etnica della città era formata dall'85,29% di bianchi, lo 0,74% di afroamericani, il 2,94% di nativi americani, lo 0,12% di asiatici, il 6,37% di altre razze, e il 4,53% di due o più etnie. Ispanici o latinos di qualunque razza erano il 14,83% della popolazione.